# Juan Carlos Parada
Juan Carlos Parada (Caracas, Venezuela, 8 de marzo de 1988) es un futbolista venezolano que jugó como delantero y su último equipo fue el Monagas SC de la Primera División de Venezuela.

## Clubes
| Club       | País      | Año       |
| ---------- | --------- | --------- |
| Monagas SC | Venezuela | 2015-2016 |

## Monagas Sport Club

### Torneo Apertura 2016
Para el Torneo Apertura de 2016 continuó jugando con el Monagas SC hasta la culminación del torneo.